# ELSI
El ELSI es el Programa Ético, Legal y Social (Ethical, Legal and Social Implications Research Program, en inglés) que desarrolló el NHGRI (National Humane Genome Research Institute, en inglés, o Instituto Nacional de Investigación del Genoma Humano, de Estados Unidos) en 1990. Este programa permite un acercamiento a la investigación científica teniendo en cuenta las implicaciones éticas, legales y sociales que esta supone, al mismo tiempo que se está investigando para, de esta manera, poder identificar los posibles futuros problemas y solucionarlos antes de que la información científica se extienda. El programa de investigación ELSI tiene un papel muy importante en todo lo relacionado con el PGH, y se encarga de analizar las implicaciones éticas y sociales de la investigación genética de la siguiente manera:
Examinando las ediciones que rodean la terminación de la secuencia humana del ADN y del estudio de la variación genética humana.
Examinando las ediciones llevabas a cabo por la integración de tecnologías e información genética para el cuidado médico y actividades de la salud pública.
Explorando las maneras en las cuales el nuevo conocimiento genético puede actuar recíprocamente con una variedad de perspectivas éticas, filosóficas y teológicas.
Explorando cómo influyen en el uso e interpretación de la información genética, de la utilización de servicios genéticos y del desarrollo de la política, los factores y los conceptos socioeconómicos de la raza y de la pertenencia étnica.
Para alcanzar estas metas, las actividades y la investigación del programa de ELSI se centran en cuatro áreas del programa:
Aislamiento e imparcialidad en el uso y la interpretación de la información genética.
Integración clínica de las nuevas tecnologías genéticas.
Ediciones que rodean la investigación de la genética.
Educación pública profesional.
El ELSI también ha iniciado una serie de emprendimientos educacionales que están dirigidos a entrenar a profesionales de la salud para que puedan interpretar los nuevos tests diagnósticos basados en el ADN que comenzarán a surgir más y más frecuentemente gracias a la información obtenida del PGH. Además de esta formación de profesionales de la salud también se necesita que los políticos y el público en general tengan un criterio suficiente sobre algunos asuntos críticos relacionados con las pruebas genéticas. Por ello, es necesario extender la información genética en las escuelas, los medios de comunicación, alentar la discusión pública sobre el tema y suministrar también información a los políticos. Una de las iniciativas es el establecimiento de la Coalición Nacional para la Educación de los Profesionales de la Salud en Genética (NCHPEG), también en EE. UU., pero rápidamente se queda insuficiente ya que sólo abarca a los profesionales de la Salud.